# Pye Records
Pye Records foi uma gravadora britânica. Em sua primeira fase, os artistas mais conhecidos da Pye foram Lonnie Donegan (1956-69), Petula Clark (1957-71), The Searchers (1963-67), The Kinks (1964-71), e Brotherhood of Man (1975-79). A gravadora mudou seu nome em 1980, e foi brevemente reativada em 2006.